# Langues de la Terre du Milieu
Le romancier et philologue J. R. R. Tolkien a conçu plusieurs langues construites dans le cadre du légendaire de ses œuvres de fiction, parmi lesquelles  le Hobbit, Le Seigneur des anneaux, et Le Silmarillion. Elles sont importantes à plus d'un titre, ayant servi d'impulsion à la création et l'élaboration de l'univers fictif de la Terre du Milieu, mais aussi comme moyen de lui donner une profondeur accrue.
Chaque peuple de la Terre du Milieu est lié à une ou plusieurs langues, plus ou moins développées par Tolkien. Le quenya et le sindarin, langues parlées par les Elfes, sont les mieux connues, mais l'on possède également des éléments d'autres langues elfiques, ainsi que des langues des Nains (le khuzdul), des Orques (le noir parler) et des Hommes (l'adûnaic et le westron principalement).
L'étude des langues inventées par Tolkien doit prendre en compte deux référentiels : leur histoire externe, c'est-à-dire leur évolution dans la pensée de l'auteur, et leur histoire interne, c'est-à-dire leur évolution dans le cadre de l'histoire du monde de fiction.

## Histoire externe
Tolkien était philologue professionnel des langues germaniques, spécialisé en vieil anglais. En dehors de ce domaine de prédilection, il s'intéressait à de nombreuses autres langues, avec une passion pour le finnois en particulier : il a décrit sa découverte d'un livre de grammaire finnoise comme « découvrir toute une cave remplie de bouteilles d'un vin extraordinaire, d'une sorte et d'un goût jamais connus jusqu'alors ».
La morphologie du finnois, et particulièrement son système très riche de flexions, est en partie à l'origine du quenya. Une autre langue qu'appréciait Tolkien était le gallois : des particularités de la phonologie galloise se retrouvèrent dans le sindarin. Plusieurs mots furent empruntés à des langues existantes, mais ils se raréfièrent de plus en plus au fur et à mesure que Tolkien les développait ; ainsi, il est généralement douteux de chercher l'origine d'un terme ou d'un nom inventé en particulier dans un terme de langue du monde primaire. Tolkien lui-même était agacé par ces rapprochements :

« Il est donc oiseux de comparer les similarités fortuites existant entre des noms propres construits à partir des « langues elfiques » et des mots existants dans les langues « réelles » extérieures, surtout si cela est censé avoir un quelconque rapport avec la signification ou les idées de mon histoire. »

La création de langues fut le passe-temps de Tolkien pendant presque toute sa vie. On sait qu'il a créé ses premières langues (l'animalic et le nevbosh) peu après ses treize ans, et qu'il continua à modifier et penser à ses créations jusqu'à sa mort, plus de soixante-cinq ans plus tard. L'invention de langues fut toujours étroitement liée à la mythologie qu'il développait, parce qu'il trouvait qu'une langue n'était pas complète sans l'histoire du peuple qui la parle ; ainsi a-t-il déclaré que « le volapük, l'espéranto, l'ido, le novial, etc., sont des langues mortes, bien plus mortes que des langues anciennes que l'on ne parle plus, parce que leurs auteurs n'ont jamais inventé aucune légende espéranto ». De même, ses peuples ne seraient jamais « réels » s'ils étaient imaginés uniquement à travers la langue anglaise et comme parlant uniquement l'anglais. Tolkien se positionnait donc comme traducteur et adaptateur de ses œuvres, non comme auteur original.
Le sindarin et le quenya sont les langues de Tolkien les plus connues et les plus développées, mais elles ne sont pas les seules. Elles font partie d'une famille de dialectes elfiques qui trouvent leurs origines dans l'eldarin commun, la langue de tous les Eldar, qui à son tour puise ses origines dans le quendien primitif, la racine commune des langues des Eldar et des Avari. Une autre famille de langues est parlée par les Hommes, dont la plus importante est le westron, qui est la « langue commune » des peuples du Seigneur des anneaux, issue de l'adûnaic de Númenor. La plupart des langues des Hommes montrent une influence elfique, ainsi qu'un peu d'influence naine. D'autres langues indépendantes furent créées, dont le khuzdul des Nains, le valarin des Valar et le noir parler créé par Sauron pendant le Second Âge.

### Études elfiques
Quoique l'étude des langues de Tolkien ne soit pas considérée comme sérieuse par les linguistes en général, plusieurs auteurs ont tâché de recueillir toutes les informations disponibles sur leur histoire et leur grammaire. L'un des plus anciens livres dédiés aux langues de Tolkien est An Introduction to Elvish de Jim Allan, édité avant la publication du Silmarillion (en 1977) ; il est donc dépassé en de nombreux points. De nombreux fanzines sont dédiés à ce sujet :
- Parma Eldalamberon, Vinyar Tengwar et Tengwestië, publiés par l'Elvish Linguistic Fellowship ;
- Tyalie Tyelellieva, édité par Lisa Star ;
- Quettar, Bulletin of the Linguistic Fellowship of The Tolkien Society, édité par Julian C. Bradfield.

Tolklang, Elfling et Lambengolmor sont des mailing-lists dédiés à la linguistique tolkienienne.
En France, l'étude des langues de Tolkien est principalement représentée par l'auteur Édouard Kloczko, et ses deux ouvrages les plus connus que sont le Dictionnaire des langues elfiques : quenya et telerin  (1995) et le Dictionnaire des langues des Hobbits, des Nains, des Orques et autres créatures de la Terre du Milieu (2002).

## Écriture et orthographe
Le sindarin et le quenya s'écrivent avec les tengwar, que Tolkien inventa spécialement pour eux, ou les cirth. Quand les langues de la Terre du Milieu sont écrites avec l'alphabet latin, on trouve des accents circonflexes (â, ê, î, ô, û, ŷ) ou aigus (á, é, í, ó, ú), marquant les voyelles longues, dépendant de la langue ou des conventions. Le tréma (ä, ë, ö), est généralement utilisé pour marquer une voyelle courte devant être prononcée séparément, non silencieuse ou faisant partie d'une diphtongue. Par exemple, les quatre dernières lettres de « Ainulindalë » doivent être prononcées « dah-lé » (distinction faite pour qu'on ne prononce pas « dale » en anglais). Les trois premières lettres de « Eärendil » se prononcent « é-ahr » et non « ear » (« oreille » en anglais). Occasionnellement, surtout dans l'orthographe des formes proto-eldarines, Tolkien utilise le macron pour indiquer les voyelles longues et le tréma sur ä, ö, et ü pour indiquer, comme en allemand, les modifications de i et de e.
Dans Le Seigneur des anneaux Tolkien prend le rôle de traducteur, élaborant une chaîne de transmission fictive démarrant avec les hobbits auteurs et acteurs du roman, qui écrivent en westron, et aboutissant à lui, qui se serait contenté de traduire le texte en anglais. Ce rôle implique le remplacement d'une langue imaginaire par une vraie langue. De la même façon, il déclare avoir traduit le rohirique (qui trouve ses origines dans une ancienne forme du westron) par l'anglo-saxon et les noms de la langue de Dale, au Rhovanion, par le vieux norrois, mettant ainsi en exergue la relation « génétique » entre ses langues de fiction, similaire à celle reliant les langues germaniques. Une conséquence directe de cette décision est le faible développement de ces trois langues : Tolkien ne les développe guère, parce qu'elles n'apparaissent presque jamais dans son œuvre.

## Liste des langues

### Langues créées par des Ainur
Le schéma de l'histoire fictive des langues a évolué dans le temps, parallèlement à l'élaboration de l'histoire de l'univers. Le besoin ou non des Valar — les plus puissants Ainur qui prirent forme sur Arda — de posséder une langue a plusieurs fois changé : la langue valarine est dans les années 1930 considérée comme langue mère de toutes les langues du légendaire, puis elle disparaît avant de réapparaître sans lien avec les autres vers 1960.
Dans la dernière version du légendaire, le valarin est une langue indépendante, qui n'a que peu influencé les autres langues ; les Ainur s'adressent en effet aux Elfes en quenya, et seuls les Vanyar, les plus proches des Ainur, ont emprunté quelques mots dans leur langue, le vanyarin. Cependant, la langue des Nains, le khuzdul, est créée par un Vala, Aulë, et la langue parlée par les Orques l'est par Sauron (dans une version antérieure par Morgoth) ; il est donc possible que ces langues dérivent dans l'esprit de l'auteur du valarin.

#### Valarin
Le valarin désigne la langue des Valar.
Histoire externe du valarinL'histoire et même l'existence de la langue valarine ont varié en parallèle de l'évolution du légendaire. Dans Le Livre des contes perdus (rédigé entre 1915 et 1925), ils parlent une langue secrète ; dans le Lhammas, traité linguistique rédigé dans les années 1930 et publiée dans La Route perdue et autres textes, leur langue est la langue mère de toutes les autres langues de la Terre du Milieu. Un temps, la langue valarine n'est plus mentionnée, et Tolkien sembla décider, vers 1958, que les Valar n'avaient finalement pas besoin d'une telle langue, « dans la mesure où [...] n'en ayant pas besoin, ils n'avaient pas de nom « véritables », mais seulement des identités ». Vers 1959-1960, il revint à nouveau sur cette décision et aborda la langue valarine sous un nouvel angle dans un long texte, Quendi & Eldar.
Histoire interne du valarinLes Ainur pouvaient pratiquer la « communication par la pensée » (ósanwe) et n'avaient par conséquent pas réellement besoin d'une langue articulée. Les Valar se créèrent cependant une langue pour eux-mêmes, pour expérimenter leur apparence physique et mieux comprendre le mode de pensée des autres créatures douées de parole. Rares furent les Elfes à connaître cette langue, et donc seuls quelques éléments furent consignés par écrit par eux, principalement par le sage Rúmil et, plus tard, l'érudit Pengolodh. Ils se limitent à des listes de noms propres dont l'interprétation n'est pas toujours aisée, et à quelques mots isolés, classés en catégories par les linguistes elfes.
Présentation linguistique du valarinLes connaissances de la dernière version de la langue proviennent surtout de Quendi & Eldar, où Tolkien exprime ses idées sur la nature du langage et sa relation avec la pensée cognitive ; les Ainur y sont présentés comme des « puissances archangéliques » n'ayant pas besoin de langue pour communiquer. Il n'a pas vraiment détaillé la langue, en donnant seulement une description succincte accompagnée d'une trentaine de mots ou expressions. Pour autant qu'on puisse en juger, le valarin ne ressemble à aucune autre langue inventée par Tolkien. Certains détails apparents de structure laissent penser qu'il s'est peut-être librement inspiré de langues réelles comme l'akkadien.

#### Khuzdul
Le khuzdul est la langue orale des Nains. Ceux-ci disposent également d'une langue des signes, l'iglishmêk, qui, à l'inverse de leur langue orale, évolue rapidement et diffère selon les familles.
Histoire externe du khuzdulLa création de la langue naine semble dater du début ou du milieu des années 1930. Dans le récit de la Quenta Silmarillion, on trouve les premières occurrences de mots en khuzdul comme Khuzûd « les Nains ». À partir de 1937, date du début de la rédaction du Seigneur des anneaux, Tolkien retravailla cette langue, notamment au niveau de sa structure. Dans ses propres termes, la langue khuzdule « a été esquissée avec quelques détails dans sa structure, mais avec très peu de vocabulaire ». Et il semble effectivement qu'il existe une grammaire et une phonologie du khuzdul dans les manuscrits non publiés de Tolkien.
Histoire interne du khuzdulLe Vala Aulë, qui avait créé les Sept Pères des Nains, élabore pour eux le khuzdul (en conséquence, il est possible que le valarin ait influencé en partie la langue), et le leur apprend peu de temps après leur réveil. Au cours de l'histoire d'Arda, la langue évolue très peu malgré les grandes distances qui séparent les maisons des Nains. Le khuzdul est rarement usité hors du cercle privé et surtout en présence d'autres peuples. Quelques Elfes purent cependant l'étudier, dont Curufin au Premier Âge, ou Pengolodh au Second Âge ; mais la plupart des Elfes n'avaient aucun intérêt pour ce langage, « lourd et disgracieux à leurs oreilles ».
Présentation linguistique du khuzdulPour créer le nanien, Tolkien s'inspira des langues sémitiques. Phonétiquement, la langue tend plus spécifiquement vers l'hébreu,, mais d'autres traits rappellent plutôt l'arabe. Dans une interview diffusée en 1967 sur la BBC, Tolkien précise que « tous [les] mots étaient sémitiques, évidemment ; construit pour être sémitiques ». Du fait de l'histoire interne, et malgré le caractère secret qu'il y possède, le khuzdul n'est pas isolé : l'adûnaic, la langue des Hommes de Númenor, en a emprunté des éléments ; également, y sont introduits des termes elfiques.

#### Noir parler et orquien
L'orquien est le terme générique pour désigner les langues des Orques ; il a cependant désigné un temps une langue forgée par Morgoth. Le noir parler est, dans la dernière conception du légendaire, la langue forgée par Sauron pour ses créatures.
Histoire externe du parler des OrquesDans les années 1930, les Orques parlent l'orquin ou orquien (orquin ou orquian), une perversion de la langue valarine (considérée alors comme la langue mère de toutes les langues) conçue par Morgoth. Dans les versions suivantes du légendaire, les Orques n'ont pas de langage propre au Premier Âge, pervertissant d'autres langues ; ils utilisent dans les Second et Troisième Âges le noir parler de Sauron. Christopher Tolkien n'aborde pas la naissance ou l'évolution de cette dernière langue ; selon Édouard Kloczko, sa création eut lieu tardivement durant la rédaction du Seigneur des anneaux.
Histoire interne du noir parlerLe noir parler est conçu par Sauron au cours du Second Âge et avant la forge de l'Anneau unique (qui a lieu vers 1600 S. Â.) ; son but est d'en faire la langue unique de tous ses serviteurs. Après la première défaite de Sauron, en l'an 3441 du Second Âge, les Orques intègrent des éléments de westron dans leur langue, et le noir parler n'est plus connu correctement que des Nazgûl. Il rentre en usage au Troisième Âge avec le retour de Sauron, utilisé par les capitaines du Mordor et les Olog-hai, une nouvelle race de Trolls ; les Orques quant à eux emploient une forme « dégradée » de la langue, ou bien persistent dans l'utilisation de leurs patois dérivés du westron. La chute finale de Sauron, en 3019 T. Â., entraîne probablement la disparition définitive du noir parler.
Présentation linguistique du noir parlerOn ne connaît du noir parler qu'une phrase pure — celle inscrite sur l'Anneau unique —, une phrase de dialecte orquien, et quelques noms propres ; de par l'importance de la première phrase dans le récit, des études ont cependant été faites sur le faible corpus. On sait que Tolkien a conçu volontairement le noir parler comme une langue aux sonorités déplaisantes. L'irlandais aurait pu selon Tolkien lui inspirer inconsciemment le mot nazg, « anneau » ; la langue a également été comparée au turc pour ses sonorités, et au hourrite pour sa grammaire et son vocabulaire. Une interview de Tolkien enregistrée en 1968 et diffusée en août 2010 a permis de préciser la prononciation voulue par l'auteur.

### Langues des Elfes
Dans l'histoire de la Terre du Milieu, les premiers êtres parlants sont les Elfes, ou Quendi. Leur première langue, le quendien primitif, donne naissance à deux branches lorsqu'une partie d'entre eux, les Eldar, émigre en Aman alors que d'autres, les Avari, choisissent de rester en Terre du Milieu. La langue des Eldar devient l'eldarin commun, alors que les Avari se dispersent et forment de nouvelles langues dont quasiment rien n'est connu.
Au cours de la Grande Marche des Eldar vers Aman, l'eldarin commun évolue : chacun des clans des Eldar, Vanyar, Ñoldor et Teleri, commence à en parler une variante propre. Les parlers des Vanyar et des Ñoldor restent proches et sont considérés comme une langue unique, le quenya, tandis que la langue des Teleri, quelque peu distancés par les autres clans dans la Marche, développe des traits spécifiques et devient le telerin (une langue qui reste intercompréhensible avec le quenya). Certains des Teleri n'arrivent jamais en Aman, et, restés en Terre du Milieu, leur langue se singularise, donnant naissance au nandorin et au sindarin.
L'invention de l'écriture est attribuée au Ñoldo Rúmil, qui crée un alphabet, les sarati (littéralement « lettres »). Fëanor l'améliore et le développe davantage, créant les tengwar, répandus en Terre du Milieu par les Ñoldor et utilisés par la suite. Daeron de Doriath crée à son tour les cirth, mais ceux-ci ne seront utilisés que par les Nains, et par les Elfes que pour les inscriptions gravées.
Une source importante des études linguistiques en Terre du Milieu se trouve dans les œuvres de Pengolodh de Gondolin, qui écrit en quenya. Il est l'auteur des textes Quendi and Eldar, Lhammas et Ósanwe-kenta.
Arbre temporaire :
- Quendien primitif
  - Langues des Lembi
    - Danien
      - Dialecte d'Ossiriand
      - Dialecte leikvien

  - Eldarin primitif
    - Ilkorin
    - Kor-eldarin
      - Qenya
      - Telerin
      - Noldorin
        - Multiples dialectes

Arbre final :
- Quendien primitif
  - Langues avarines
  - Eldarin commun
    - Telerin commun
      - Langues nandorines
        - Dialecte d'Ossiriand
        - Dialecte sylvain

      - Sindarin
        - Multiples dialectes

      - Telerin d'Aman

    - Quenya
      - Dialecte ñoldorin
      - Dialecte vanyarin

#### Langues elfiques primitives

##### Quendien primitif
L'ensemble des langues elfiques découlent d'une langue commune, le quendien primitif, qui fut la première langue inventée par les Elfes, lors de leur éveil à Cuiviénen. Le quendien primitif est nommé d'après le nom que les premiers Elfes se donnaient, les Quendi. Elle est la plus ancienne langue parlée en Terre du Milieu, hormis le valarin. À la suite de la scission entre les Avari et les Eldar due à la Grande Marche, le quendien primitif se divisa et évolua en deux grandes familles de langues : les langues eldarines, d'où découlent les grandes langues elfiques telles que le quenya et le sindarin ; et les langues avarines qui, même si elles restent très peu connues, ont influencé les langues humaines, mais également le khuzdul,.

##### Lemberin puis langues avarines
La conception des langues parlées par les Elfes ayant refusé de partir en Aman a connu trois phases ; Tolkien n'a développé aucune d'entre elles, et n'a donné que quelques mots à titre d'exemple, dans ses écrits linguistiques. Dans les Contes perdus, la langue des Elfes sombres de Palisor leur a été donnée par Ilúvatar, et elle est celle qui a le moins changé ; Tolkien a annoté le paragraphe de points d'interrogation. Ceux qui refusèrent l'Appel des Valar sont ensuite nommés Lembi, et leur langue le lemberin (Lemberin) ou lembien (Lembian) ; elle se crée en se séparant de l'eldarin. Les Lembi sont ensuite renommés Avari (nom qui a lui-même indiqué un temps les Elfes arrivés en Aman, qui sont nommés dans la version finale les Calaquendi ; un temps, le « lemberin » désigne donc une autre langue) ; ils parlent le groupe des langues dites avarines (parfois appelé simplement l'avarin).

##### Eldarin commun ou primitif
L'eldarin commun (ou au début eldarin « primitif ») est dans la fiction la proto-langue des Eldar, ceux qui ont suivi l'appel des Valar, en opposition avec les langues des Avari de la dernière version du légendaire. Dans les deux principales conceptions des langues elfiques, J. R. R. Tolkien fait se diviser l'eldarin en deux groupes : dans la première, la séparation est géographique entre l'ilkorin de ceux restés dans les Terres du Milieu et le kor-eldarin de ceux ayant voyagé en Aman ; dans la seconde, elle est clanique, entre les Teleri parlant un groupe de langues nommé telerin commun et les deux autres clans elfes parlant un ancêtre du quenya. Comme pour les autres pseudo-proto-langues, ces dénominations sont censées avoir été données par les Lambeñgolmor elfiques. Tolkien désignait au début de sa conception du monde les Eldar comme les premiers Elfes, et donc l'eldarin comme la base des langues elfiques.[précision nécessaire]

#### Divisions de l'eldarin

##### Kor-eldarin (qenya et noldorin anciens)
Dans la première conception de l'histoire des langues elfiques, l'eldarin primitif évolue en deux langues à la suite d'une séparation géographique ; le kor-eldarin est le groupe des langues de ceux ayant fait la traversée vers Aman, tandis que les Elfes restés en Beleriand parlent l'ilkorin. S'en séparent trois langues : le noldorin (inspiré du gallois), le qenya (du finnois), et le telerin (qui emprunte aux langues romanes et au latin). Dans une volonté de créer des liens entre le monde qu'il décrit et le monde actuel, l'auteur précise que des Elfes vivent encore de nos jours et que certains parlent encore le telerin sur les côtes d'Angleterre et du pays de Galles.
La division en trois langues du kor-eldarin se fait en fonction des trois clans elfiques : le premier clan parle un qenya ancien, qui dans la fiction est conservé à l'identique par les nobles sous le nom d'inwien (il deviendra le quenya vanyarin), tandis qu'il évolue vers le qenya ; les Noldoli — nommés ensuite Noldor — parlent le noldorin ancien, qui dérive après leur exil vers le noldorin ; ceux du troisième clan ayant atteint Aman, les Solosimpi — futurs Falmari —, parlent le telerin — dialecte le plus marqué des trois, pour avoir été isolé le premier —, qui se laisse influencer par le parler qenya. Le kor-eldarin est donc l'ancêtre commun le plus proche des langues développées en détail par Tolkien, nommées à cette période qenya et noldorin.

##### Ilkorin et lemberin
L'ilkorin est, dans la première conception de l'histoire des langues elfiques, l'une des deux langues à se séparer de l'eldarin primitif, avec le kor-eldarin : elle est parlée par les Elfes ne partant pas pour Aman, préférant rester en Beleriand. Il se divise en deux dialectes, le doriathrin et le falathrin, et divers parlers de tribus. Il est supplanté par le noldorin, parlé par les Noldoli — nommés ensuite Noldor — en exil, qui lui emprunte cependant du vocabulaire ; l'ilkorin serait selon l'auteur encore parlé dans les îles Britanniques et en Scandinavie, ce qui reste cohérent avec le fait que la langue s'inspire des langues germaniques.
Dans le Lhammas A, l'ilkorin est présenté entre un intermédiaire entre kor-eldarin (parlé à Valinor) et lemberin, parlé par les Lembi, futurs Avari (dont sont les deux branches du danien parlé par le peuple éponyme, futurs Nandor). Dans le Lhammas B, les Lembi sont les Teleri restés en Beleriand, et leur langue est appelée lemberin ; l'ilkorin n'est plus qu'un terme vague qui désigne les langues des Elfes restés en Beleriand — dont la langue des Elfes verts, d'origine noldorine. Dans les écrits postérieurs de Tolkien, la langue de ceux n'ayant pas fait le voyage en Aman est le sindarin, qui n'est autre que le noldorin renommé ; dans cette conception, les Noldor parlent le quenya, qui ne s'implante pas en Terres du Milieu, devenant une langue noble.

##### Ancien quenya et telerin commun
Dans la seconde conception de l'histoire des langues elfiques, l'eldarin commun se divise progressivement entre deux branches, peut-être dès avant le départ des Eldar pour le Valinor, mais s'accentuant surtout par les lenteurs des membres du troisième clan lors de la marche. La première de ces deux branches est la famille du quenya, parlée par les Vanyar et les Ñoldor ; elle passe par une phase d'« ancien quenya » qui débouche sur le quenya lorsque Rúmil invente l'écriture sarati, qui permet de consigner les caractéristiques de la langue par écrit. La langue commune aux Teleri est nommée quant à elle telerin commun ; s'en sépare rapidement la sous-famille du nandorin, avant l'éclatement entre les futures langues sindarines et le telerin d'Aman. Dans la fiction, ce sont des proximités entre cette dernière langue et le sindarin qui permettent d'affirmer que le parler des Teleri avait acquis certaines particularités. L'eldarin commun se retrouve dans cette conception la langue mère des deux langues les plus développées par Tolkien, le sindarin et le quenya.

#### Famille du nandorin

##### Danien puis nandorin
Les premiers Elfes à quitter la marche vers Valinor sont nommés Daniens (Danians ou Danas) jusqu'au Silmarillion — d'après le nom de leur meneur Dân, nommé par la suite Lenwë —, puis Nandor ; leur langue est en conséquence appelée danien puis nandorin. Dans les deux conceptions, une partie d'entre eux migre ensuite en Beleriand, sous la direction de Denethor, le fils de Lenwë (ou de Dân), entraînant une séparation en deux dialectes : celui d'Ossiriand, et celui parlé à l'Est : le leikvien, renommé ensuite sylvain. Tolkien n'a pas détaillé ce dernier, prétextant que les Lambeñgolmor noldorin n'avaient eu de contacts qu'avec ceux ayant fait la traversée ; il laisse cependant penser que les dialectes ne se sont pas trop éloignés. Lors de la rédaction du Lhammas B les Daniens sont présentés comme n'étant ni des Lembi (futurs Avari), ni des Eldar ; ils sont un temps rapprochés des Lembi[précision nécessaire], puis descendent pendant longtemps des Ñoldor, avant d'être dit d'origine telerine. Finalement la parenté entre ossiriandrin et sindarin est reconnaissable,.

##### Dialecte leikvien puis sylvain
Le leikvien (Leikvian), le parler danien de l'Est (Danian speech of the East), le sylvain, ou la « langue de la forêt » (dans Le Seigneur des anneaux) désigne dans la fiction le dialecte nandorin (danien à la période des deux premiers) développé par les Nandor (précédemment appelés Daniens) étant finalement restés à l'est de l'Ered Luin, nommés Leikvir dans les textes du Lhammas. À cette époque de la conception, la langue et l'écriture des Edain empruntent à celles des Leikvir ; Tolkien abandonne ce point lorsqu'il fait les Nandor d'origine telerine. Dans la fiction, le sindarin se répand vers l'Est près la chute du Beleriand. Jusqu'à la rédaction de l'appendice au Seigneur des anneaux sur les langues, Tolkien considère que le dialecte parlé à l'époque de la guerre de l'Anneau en Lothlórien ; finalement, il écrit que les Galadhrim parlent le sindarin en gardant un accent qui trahit leurs origines sylvaines,,.

##### Dialecte d'Ossiriand
L'ossiriandrin (précédemment ossiriandique, ossiriandeb, ossiriandren et ossiriandais) désigne dans la fiction le dialecte nandorin (ou précédemment danien) parlé par les Nandor (précédemment appelés Daniens) ayant fait le voyage vers le Beleriand sous la direction de Denethor, fils de Lenwë (précédemment, Dân) ; le dialecte tient son nom de l'Ossiriand, la région où Thingol les laisse s'installer. Il reste vivant jusqu'à la fin du Premier Âge ; son souvenir à Tol Eressëa vient probablement de ce qu'Elwing la parlait aux Havres du Sirion[source insuffisante] ; dans le Lhammas, Earendel participait aussi à la conservation de cette langue, mais ce n'est plus le cas dans les versions suivantes du légendaire. Au tout début, la langue des Danas ne devait pas être compréhensible en Doriath[réf. à confirmer] ; ils sont cependant présentés par la suite comme descendant des Ñoldor, et leur langue se rapproche donc beaucoup du doriathrin.

#### Famille du sindarin

##### Gnomique ou goldogrin
Le gnomique (gnomish) ou goldogrin est dans les premières versions du légendaire la langue parlée par la deuxième tribu des Elfes, les Gnomes, dont l'histoire se rapproche déjà de celle de leurs successeurs, les Ñoldor ; la langue s'est altérée à leur départ du Valinor, et a été influencée par les langues indigènes de la Terre du Milieu. C'est la langue construite par Tolkien dans laquelle on peut trouver les premières bases du sindarin, l'une des deux principales langues élaborées par lui. Elle est élaborée autour de 1917, soit deux ans après le qenya (que parle dans la fiction la première tribu), dont elle reste proche du point de vue de la grammaire ; Tolkien retravaille cette dernière dans les années 1920 pour obtenir le noldorin. En revanche, la phonétique est totalement différente, et se transmet jusqu'au sindarin ; elle s'inspire principalement du gallois, mais aussi des vieil et moyen anglais quant à certains traits.[réf. nécessaire]

##### Noldorin
Le noldorin désigne dans la fiction, avant que Tolkien ne recompose l'historique des langues de son légendaire, le parler des Ñoldor — les successeurs narratifs que les Gnomes — ; la langue est construite dans les années 1920, à partir du gnomique, en empruntant principalement au gallois. Tolkien a évoqué cinq dialectes noldorins, qui sont supposés à l'époque de rédaction du Lhammas s'être séparés lors des guerres de Beleriand. Le développement historique est précisé lors de la rédaction des Étymologies durant la deuxième moitié des années 1930, dont la phase finale est contemporaine des premiers brouillons du Seigneur des anneaux. Dans ce cadre, J. R. R. Tolkien repense l'historique de ses langues, et change le rôle du noldorin ; celui-ci remplace l'ilkorin comme langue du Beleriand, étant à cette occasion renommé sindarin (il reste proche des dernières versions de ce dernier, au moins dans son lexique et sa phonétique).

##### Sindarin
Le sindarin est avec le quenya l'une des deux langues très détaillées par Tolkien. Il est parlé dans la dernière version du légendaire, par les Sindar, les Elfes du troisième clan à être restés en Beleriand malgré le départ de certains d'entre eux pour l'Aman ; il apparaît donc par la séparation d'avec le telerin d'Aman, depuis une base linguistique nommée « telerin commun ».
Le sindarin correspond d'un point de vue linguistique à une révision mineure du noldorin dont les racines se trouvent dans le gnomique dès 1917. Cependant, son rôle narratif change totalement, vers la fin de la rédaction du Seigneur des anneaux : la langue est attribuée aux Elfes restés en Beleriand, à la place de l'ilkorin, et n'a donc pas besoin de remplacer cette dernière pour être présente sur tout le continent sous les différentes formes imaginées ; les Ñoldor quant à eux sont présentés comme plus aptes à s'adapter à une nouvelle langue, et ils adoptent donc le sindarin — cela permet à Tolkien de ne pas reprendre le travail sur le nom des différents personnages —, réservant le quenya qu'ils parlaient à un usage cérémoniel. Quelques traits et noms issus de l'ilkorin, particulièrement du doriathrin, sont cependant intégrés au sindarin.
Tolkien travaille sur le sindarin jusqu'à sa mort en 1973. La forme de la langue semble s'être stabilisée la fin de la rédaction du Seigneur des anneaux, les formes rencontrées dans la réécriture du Silmarillion entreprise dans les années 1950-1960 restant assez proches ; certains essais tardifs contiennent néanmoins des formes assez divergentes. J. R. R. Tolkien a cité trois dialectes se distinguant du sindarin standard : le falathrin, le sindarin de Doriath et le mithrimin. Certains Edain ont aussi appris le sindarin, et ont de fait développé un « usage de Gondor ».

#### Langues d'Aman

##### Telerin (d'Aman) ou lindárin
Le telerin d'Aman (appelé par ses locuteurs lindárin) est la langue parlée dans la fiction par les Falmari, ceux des Teleri (le clan éponyme) qui finirent par atteindre Aman ; dans toutes les versions du légendaire, il se trouve proche de la langue du premier clan, et donc un intermédiaire entre les langues parlées en Aman et celles des Teleri restés en Beleriand. La langue n'a jamais été particulièrement développée par Tolkien, mais s'inspire des langues romanes et du latin. Dans les versions du légendaire où les Elfes vivraient encore de nos jours, certains parlent encore le telerin sur les côtes d'Angleterre et du pays de Galles.
Dans les premières versions du légendaire, les Solosimpi — ceux du troisième clan des Elfes ayant fait le voyage en Aman — possèdent leur propre parler, le telerin ; il se distingue des autres parlers d'Aman après la traversée (depuis le kor-eldarin), et reste donc très proche du qenya — le noldorin s'écartant du fait de l'exil des Noldoli. Dans la version finale, le telerin d'Aman est la langue qui garde le plus du telerin commun, les langues sindarines parlées par ceux restant en Beleriand évoluant rapidement ; les Falmari qui la parlent sur l'île de Tol Eressëa ont de nombreux contacts avec les Ñoldor — avec la langue desquels le telerin restait intercompréhensible, ayant peu divergé du socle eldarin commun —, de sorte que leurs parlers s'influencent mutuellement.

##### Qenya puis quenya
Le quenya ou haut-elfique est avec le sindarin la plus ancienne des deux langues très détaillées par Tolkien, travaillée au plus tard dès 1915 (écrite « qenya » jusqu'au milieu des années 1940). Elle est toujours présentée dans la fiction comme une langue noble, et est principalement inspirée du finnois, langue que Tolkien appréciait — mais aussi du latin et du grec.
Dans les premières versions du légendaire, elle est parlée uniquement par les Elfes du premier clan, tous arrivés en Aman, et fait partie des langues kor-eldarines, se distinguant du noldorin et du telerin sur le continent. Après le remaniement des langues elfiques, elle est aussi parlée par les Ñoldor (en remplacement du noldorin), distinguant le dialecte principal noldorin du dialecte vanyarin ; elle dérive donc de l'eldarin commun, se distinguant du groupe du telerin commun. Dans cette version du légendaire, le Ñoldor importent la langue sur les Terres du Milieu, où elle devient une langue de cérémonies ; elle est enseignée aux Dúnedain, un peuple d'Hommes, qui en conserve un usage écrit, le quenya classique ou livresque (en anglais Classical Quenya ou Book Quenya). L'entique semble également dériver du quenya.
Tolkien travaille sur le q(u)enya jusqu'à sa mort en 1973. La forme de la langue semble s'être stabilisée la fin de la rédaction du Seigneur des anneaux en 1954–1955 ; sont assez bien décrites la phonologie, la dérivation lexicale et la morphologie nominale et pronominale (la conjugaison et la syntaxe sont moins détaillées). L'auteur laisse peu de textes en quenya, principalement des poèmes, quelques grammaires (incomplètes) et lexiques (souvent étymologiques) à des stades différents d'élaboration, divers essais sur des questions circonscrites, et nombre de phrases et commentaires dispersées dans ses écrits.

##### Lindarin puis vanyarin
Le vanyarin est le dialecte quenyarin parlé dans la fiction par les Vanyar, le premier clan des Elfes ; dans les premières versions du légendaire, il est nommé lindarin, et son histoire est alors abordée plus en détail. Le vanyarin se développe dans la fiction en Valinor, peu avant l'exil des Ñoldor sur la Terre du Milieu, et n'est plus cité dans l'histoire par la suite, en raison des rares contacts avec l'Aman. En pratique, Tolkien n'aborde les usages dialectaux qu'en termes de variation par rapport à un quenya « moyen » : il dit lui-même « la seule divergence sérieuse est le traitement du þ ».
Dans la plupart des textes des premières versions du légendaire, le Premier Clan des Elfes possède un parler qui a évolué depuis le qenya — alors descendant du valarin — pour se rapprocher du parler des Valar ; dans le Lammasethen, c'est une nouvelle langue créée par Oromë. Est distinguée la maison d'Ingwë, qui parle une langue plus pure et stable, qui est dans le Lhammas A un dialecte lindarin, et dans les textes postérieurs une forme plus pure et ancienne de qenya. Dans le premier « Arbre des Langues » du Lhammas, le lindarin se mélange avec la langue des Ñoldor restés en Aman ou revenus d'exil, pour donner le noldolindarin ; dans les textes cependant, ces Ñoldor adoptent le parler des Lindar. La version finale du légendaire conserve le fait que le vanyarin ait intégré plus de termes valarins que le parler quenya des Ñoldor, et reste plus stable par la suite.

#### Dialectes ilkorins, noldorins et sindarins
Tolkien n'a pas détaillé les dialectes qu'il a cité des langues parlées en Beleriand — dialectes ilkorins puis noldorins dans la première version du légendaire, dialectes sindarins dans la finale. Les deux dialectes principaux de l'ilkorin, le falathrin et de doriathrin, se retrouvent jusqu'à la deuxième conception. Dans les nombreux dialectes noldorins, certains ont été prolongés comme le noldorin de Mithrim, d'autres non : le noldorin de Nargothrond, celui de Gondolin, et le mólanoldorin ne le sont pas.
Falathrin, sindarin mixte et sindarin standardLe falathrin (ou falassien) a été l'un des deux dialectes de l'ilkorin (avec le doriathrin) puis l'un des dialectes du sindarin ; il est parlé par les Falathrim (ou Elfes des Falas), les Teleri qu'Ossë convainquit de rester sur les côtes du Beleriand méridional. Dans la première conception, il disparaît lors des guerres de Beleriand ; dans la seconde, il est le dialecte majoritairement adopté par les Ñoldor revenus, et se retrouve donc beaucoup dans le sindarin mixte, développé aux Havres du Sirion à la fin du Premier Âge, duquel découle (avec des emprunts au quenya et au mithrimin) le sindarin standard du Troisième Âge.
Doriathrin et sindarin de DoriathLe doriathrin est un des deux dialectes de l'ilkorin (avec le falathrin). Il évolue lors de l'apparition du sindarin vers le sindarin de Doriath, un dialecte séparé du falathrin resté très archaïque par l'isolation de la ville par l'anneau de Melian. Une partie des mots considérés primitivement comme du doriathrin ont été intégrés directement dans le sindarin.
Noldorin de NargothrondLe noldorin de Nargothrond désigne le dialecte noldorin parlé dans la fiction dans la cité de Nargothrond et disparu lors des guerres de Beleriand, probablement à la suite de la destruction de la ville. L'idée que les gens de Nargothrond parlaient un dialecte particulier est restée un temps après la transformation du noldorin en sindarin, jusqu'au moment où le falathrin devient la langue parlée par tous les Ñoldor hormis les hommes de Fëanor.
Noldorin de Mithrim et mithriminLe noldorin de Mithrim désigne le dialecte noldorin parlé dans la fiction par les Mithrim, vivant au nord des Eredwethrin et du Gorgoroth autour d'un lac auquel ils donnent leur nom ; adopté par les Ñoldor (dont les Fëanoriens), le dialecte disparaît au cours des guerres de Beleriand. Il est dit assez différent des autres dialectes ; lors de l'apparition du sindarin, il évolue vers le mithrimin, un dialecte très marqué, dont la conception est achevée après décembre 1962.
FëanorienLe fëanorien désigne le dialecte noldorin parlé dans la fiction à l'est du Beleriand après la bataille des Larmes Innombrables, qui a vu la retraite commune des soldats des fils de Fëanor — desquels il tient son nom, et avec le combat desquels il disparaît — et des Orientaux, et donc le mélange du noldorin avec l'ossiriandrin et avec les langues des Hommes. Lors du passage au sindarin, Tolkien en fait une branche du mithrimin parlée à l'est.
Gondolindren ou gondoliniqueLe gondolindren ou gondolinique est le dialecte noldorin de la cité de Gondolin. Selon les dernières versions du texte, il a continué à être parlé après les guerres de Beleriand à Tol Eressëa. Cependant, selon le Qenya Lexicon, seul le mólanoldorin (un noldorin corrompu par Morgoth) a survécu. Il est le plus isolé des cinq dialectes noldorins.
Mólanoldorin ou noldo-esclaveLe mólanoldorin (nommé dans les brouillons múlanoldorin) ou noldo-esclave désigne le dialecte noldorin corrompu par l'Ennemi, parlé par les Ñoldor ayant été esclaves de Morgoth ; il s'est de fait répandu « en Mithrim et dans bien d'autres lieux ». Selon le Qenya Lexicon, qui le nomme « noldo-esclave », il est le seul dialecte noldorin à avoir été gardé après les guerres de Beleriand, le « libre noldo de Gondolin » (futur gondolindren) ayant été éliminé. La Tengwesta Qenderinwa, l'un des derniers textes à mentionner le noldorin, n'évoque plus le mólanoldorin, peut-être avait-il donc disparu de sa conception.

### Langues des Hommes
Chaque peuple des Hommes semble avoir sa propre langue, même si toutes n'ont pas été développées par Tolkien. La principale au Troisième Âge est le westron.
- Langues des Hommes
  - Langues de la maison de Bëor et de Hador
    - Taliska
      - Adûnaic
        - Westron ou « langue commune »
          - Langue des Hobbits

    - Langues des Hommes d'Eriador pendant le Second Âge
    - Langues des Hommes du Nord
      - Dalien
      - Rohirique

  - Langue des ancêtres du Peuple de Haleth
    - Haladin
    - Dunlending

  - Langues des Drúedain
    - Langue des Drúedain de Brethil
    - Langue des Drúedain de la forêt de Drúadan

  - Nombreuses langues des Haradrim
  - Nombreuses langues des Orientaux

#### Taliska, langues des Edain, du Sud et de l'Est
Les langues primitives des Hommes se forment au contact des Nains et de leur langue, le khuzdul, puis à celui des Elfes restés en arrière, parlant les langues avarines et le nandorin. Chaque peuple possède sa langue : celles des Orientaux à l'Est, des Haradrim au Sud (nommée le suderon), etc. se développent indépendamment. Les langues des Edain, les maisons des Hommes amies des Elfes, ont connu principalement deux conceptions. Tolkien n'a pas développé toutes ces langues primitives des Hommes, à l'exception du taliska, une langue qui n'est plus citée dans la version finale du légendaire.
Un temps, la Maison de Haleth était juste considérée comme un sous-groupe des Hadoriens. Tolkien l'en sépare ensuite, et lui fait partager le parler du peuple de Bëor, le taliska ; la Maison de Hador parle alors l'ancêtre fictionnel de l'adûnaic. Dans « Des Nains et des Hommes », écrit vers 1969, il révèle un nouvel historique des langues, repris dans Le Silmarillion. Dans cette version, les Hommes de Hador parlent toujours l'ancien adûnaic, les Hommes de Bëor une langue proche (ces deux langues sont difficilement intercompréhensibles, bien qu'apparentées : la langue des maisons de Bëor et de Hador se séparent un millier d'années avant que les Elfes ne rencontrent les Hommes). Les Hommes de Haleth ne parlent plus alors une langue apparentée ; elle est l'ancêtre du dunlendais.

#### Adûnaic
L'adûnaic (« Langue de l'Ouest ») est la langue parlée par les Hommes de Númenor pendant le Second Âge. Elle est créée autour de 1945–1946 pour les besoins du récit The Notion Club Papers, qui développe l'histoire de Númenor. Tolkien retravaille la langue lors de la rédaction des appendices au Seigneur des anneaux et hésite à faire adopter le noldorin par les Númenóréens, mais l'utilisation de la langue dans le récit n'évolue finalement pas ; les textes de cette période ne sont pas entièrement compatibles avec les précédents. La structure trilitère de l'adûnaic rappelle légèrement les langues sémitiques.
L'adûnaic dérive des langues des peuplades humaines qui s'établissent sur l'île de Númenor au début du Second Âge, et plus particulièrement de celle du peuple de Hador ; elle emprunte cependant aux langues des Eldar, que côtoient les Númenóréens. Au cours du Second Âge, les Hommes de Númenor établissent plusieurs colonies en Terre du Milieu. L'adûnaic se mêle aux langues locales pour donner le westron, la langue commune au Troisième Âge. Après la submersion de l'île de Númenor, les Númenóréens en exil fondent les royaumes de Gondor et d'Arnor en Terre du Milieu, et adoptent le parler commun. La langue est prétendument décrite par l'un des personnages, Alwin Lowdham, qui en aurait eu connaissance dans un rêve ; son « rapport » inachevé, Lowdham's Report on the Adunaic Language, constitue la principale source pour la grammaire de l'adûnaic.

#### Westron et hobbitique
Le westron (nom anglais, francisé ouistrain dans certaines traductions — west signifiant « ouest » —, nommé adûni en westron) est la langue commune de l'Ouest de la Terre du Milieu au cours du Troisième Âge. Tolkien présente les récits de Bilbo le Hobbit et du Seigneur des anneaux comme ayant été écrits à l'origine en cette langue de la main de Bilbon puis de Frodon Sacquet (dans le Livre rouge de la Marche de l'Ouest), et traduits par lui en anglais. De fait, il ne donne pratiquement aucun élément de westron : le vocabulaire existant n'est que d'une centaine de mots, et aucun élément de construction n'a été publié.
Le westron dérive de l'adûnaic, parlé par les Númenóréens ayant fondé des colonies en Terre du Milieu. Il s'y mélange avec les différentes langues vernaculaires au fur et à mesure de sa progression sur le continent, en étant également influencé par les langues des Elfes. Il garde différents dialectes. Ainsi, le parler du Gondor garde plus de formes anciennes. Le hobbitique, parlé par les Hobbits, possède quelques différences avec le westron standard, comme l'absence de forme de politesse ; il garde des traces d'une influence du rohirique, à propos de laquelle Tolkien a laissé des notes. Les Orques parlent également une forme dégradée. Les Rohirrim et les Drúedain le parlent en seconde langue. Tolkien retranscrit (prétendument) ces dialectes par des variations sur l'anglais moderne.

#### Langues du Nord, du val d'Anduin, rohirique et dalien
Des langues du Nord découlent les parlers de Dale et du Rohan. Tolkien ne donne pas de nom à la langue du Rohan lorsqu'il la cite dans ses œuvres : le terme rohirric (« rohirique ») a été imaginé par Robert Foster dans The Complete Guide to Middle-earth et repris depuis par de nombreux auteurs ; dans un texte publié à titre posthume, Tolkien utilise le terme rohanese (« rohanais »). Tolkien utilise dans Le Seigneur des anneaux le vieil anglais pour rendre le rohirique, afin de faire ressortir l'aspect archaïque de la langue — le westron étant rendu par l'anglais moderne —, et le vieux norrois pour représenter le dalien.
Les langues parlées au Premier Âge dans le Rhovanion sont apparentées à celles des Edain, ces peuples étant particulièrement proches du peuple de Hador. Après l'invasion des Gens-des-Chariots, un groupe d'Orientaux, les Hommes du Nord se dispersent : certains vont s'implanter dans le val d'Anduin (devenant les Éothéod, le « peuple des Cavaliers »), où leur langue évolue vers le rohirique (ou rohanais), la langue du royaume de Rohan au Troisième Âge ; d'autres fuient en Dale, où leur langue se mélange avec les langues vernaculaires, donnant le dalien. Les Hobbits gardent de leur passage dans la région du val d'Anduin des traces dans leur parler (« Hobbit » est d'ailleurs présenté comme un néologisme anglais dérivé du rohirique Holbytla).

### Entique
L'entique est la langue parlée dans la fiction par les Ents.
Histoire externe de l'entiqueJ. R. R. Tolkien n'a pas détaillé cette langue, et n'en donne, dans Le Seigneur des anneaux (Les Deux Tours, chapitre 4 : « Sylvebarbe »), que quelques exemples. Elle est proche du quenya, et a intégré les noms elfiques. On peut supposer qu'il a pour la création de cette langue dérivé les idées d'Owen Barfield, écrivain et autre membre des Inklings, à propos de la possibilité de comprendre une société à partir de l'étymologie de la langue qu'elle parlait.
Histoire interne de l'entiqueCe sont les anciens Elfes qui ont appris aux arbres à parler, et ont appris à les comprendre, avant le départ de certains pour le Valinor. La langue s'est révélée très complexe à mettre à l'écrit ; les linguistes elfes ont essayé sans réussir. Les traces de cette langue sur lesquelles Tolkien dit s'être basé sont les tentatives de retranscriptions « probablement très inexact[es] » réalisées par les Hobbits Merry et Pippin de leur aventure avec Sylvebarbe.
Présentation linguistique de l'entiqueLa langue est un long murmure, lent et répétitif, montant et descendant, avec beaucoup de voyelles et des tons mélodiques. Tolkien ne donne qu'une seule traduction de phrase : Taurelilomëa-tumbalemorna Tumbaletaurëa Lomëanor serait à transcrire « Forêttrès ombreuse-profondevalléenoire-Terresombreprofondevalléeforestière », soit plus ou moins « il y a une ombre noire dans les combes profondes de la forêt », et quelques mots.